# Guffey (Stati Uniti d'America)
Guffey è un census-designated place (CDP) degli Stati Uniti d'America, situato nello stato del Colorado, nella contea di Park.